# Peter Dohms
Peter Dohms (* 10. Mai 1941 in Göttingen; † 6. Mai 2019 in Krefeld) war ein deutscher Historiker und Archivar.

## Leben
Dohms studierte Geschichte, Latein und Philosophie an den Universitäten Bonn und München. Nach der Promotion absolvierte er von 1967 bis 1969 das Archivreferendariat an der Archivschule Marburg und wurde anschließend als Assessor beim Nordrhein-Westfälischen Hauptstaatsarchiv  Düsseldorf eingestellt. Von 1990 bis 2006 war er Schriftleiter der vom Hauptstaatsarchiv (seit 2003 vom Landesarchiv NRW) herausgegebenen Fachzeitschrift „Der Archivar“. Seit 2006 befand er sich im Ruhestand.

## Schriften (Auswahl)
- Die Geschichte des Klosters und Wallfahrtsortes Eberhardtsklausen an der Mosel. Von den Anfängen bis zur Auflösung des Klosters im Jahre 1802. Röhrscheid, Bonn 1968.
- Eberhardsklausen. Kloster, Kirche Wallfahrt – von den Anfängen bis in die Gegenwart. Paulinus, Trier 1985.